# Hypnotherapie
Als Hypnotherapie oder Hypnosepsychotherapie werden heute Therapieformen zusammengefasst, die Trance und Suggestionen therapeutisch nutzen. Um Heilungs-, Such- und Lernprozesse zu fördern, wird entweder Hypnose im mehr formalen Sinn praktiziert oder es werden alltägliche Tranceprozesse für die therapeutische Arbeit genutzt. Daneben kann Hypnotherapie auch als Selbsthypnosetraining bzw. Erlernen von (Tiefen-)Entspannungsübungen gestaltet werden.

## Geschichte
In Australien war Ainslie Meares (1910–1986) ein Pionier der Hypnotherapie. Trancephänomene können in nahezu allen Kulturen in religiösen oder heilenden Zusammenhängen nachgewiesen werden, beispielsweise bei Exorzismen, im Schamanismus oder bei mystischen Versenkungszuständen in der christlichen oder buddhistischen Tradition. Der Mediziner Franz Anton Mesmer (1734–1815) trug maßgeblich zur wissenschaftlichen Erforschung der Hypnose bei. Er bemühte sich, die therapeutischen Wirkungen der Hypnose bei diversen physischen und psychischen Erkrankungen durch den sogenannten „animalischen Magnetismus“ zu erklären, der die Balance der Körpersäfte wiederherstellen soll.
Im anglo-amerikanischen Gebiet wurde die Hypnose zunächst bei Verhaltensproblemen, Neurosen, psychosomatischen Erkrankungen und in der Medizin angewendet, u. a. vom Psychiater Milton H. Erickson, der als Begründer der modernsten Form der Hypnose, der Hypno(psycho)therapie oder der klinischen Hypnotherapie gilt.

## Ablauf und Methoden
Der Umfang der Therapie beschränkt sich oft auf wenige Sitzungen. Die Behandlung geschieht auftragsorientiert: Der Therapeut ermittelt mit den Klienten Ziele, die in der weiteren Beratung verfolgt und deren Erreichen am Ende überprüft werden. Voraussetzung für eine gelingende Therapie ist der Aufbau einer vertrauensvollen Beziehung für das Verfolgen der gemeinsam gesetzten Ziele.
In der Regel wird im therapeutischen Kontext zwischen der Hypnose und der eigentlichen therapeutischen Arbeit unterschieden. So kann die Tiefenentspannung und sogenannte hypnotische Trance durch verschiedene Verfahren induziert werden; im therapeutischen Teil kann rein hypnotherapeutisch gearbeitet werden, es können aber auch Elemente aus anderen psychotherapeutischen Verfahren einfließen.
Charakteristisch, aber nicht notwendig ist der Einsatz von Suggestion und die Einleitung und Nutzung eines durch vorherige Tiefenentspannung veränderten, aber jedenfalls wachen Bewusstseinszustandes. Diese Form des Wach-Bewusstseinszustands wird hypnotische Trance genannt. Andere Meditations-Techniken wie z. B. Mantra-Meditation oder Vocal meditation, die auch zu Trance oder trance-ähnlichen Zuständen führen können, werden heute ebenfalls von manchen geschulten Therapeuten hypnotherapeutisch genutzt; man kann dann auch von „therapeutischer Meditation“ sprechen.

## Hypnotherapie nach Erickson
Die moderne Hypnotherapie wurde stark durch Milton H. Erickson (1901–1980) geprägt. Bei der Hypnose nach Erickson handelt es sich um eine kommunikative Kooperation von Therapeut und Klient, wobei der Hypnotherapeut dem Klienten helfen soll, in eine hypnotische Trance zu gelangen und diesen Zustand für die Veränderungsarbeit zu nutzen. Im Tiefenentspannungszustand steht die vom Bewusstsein des Klienten ausgeübte Kontrolle mehr im Hintergrund, dadurch sollen sich Zugänge zu unbewussten Prozessen öffnen. Der Hypnotherapeut nutzt unter anderem Metaphern, Sprachbilder, Analogien und Wortspiele, um bei dem Klienten in Trance neue Ideen und Lösungsmöglichkeiten für seine Probleme anzuregen. Die Kontrolle darüber, welche dieser Ideen er annimmt und wie er sie nutzt, bleibe dabei vollkommen beim Klienten.
Erickson hatte dabei ein weiteres Verständnis vom Unbewussten, als es bis dahin mancherorts in der Psychotherapie üblich war. Er glaubte, dass das Unbewusste auch eine Quelle von Ressourcen und Kreativität darstellt, und nicht, wie im engeren Freudschen Sinn, vorwiegend der Sitz des Abgelehnten und Verdrängten sei. Er sah allerdings im Bewusstsein eher einen Störfaktor für Persönlichkeitsveränderungen und versuchte, den analytischen Verstand mit Tranceinduktionen abzulenken, um dem Unbewussten Raum zu geben, für kreative Veränderungen im Klienten.
In seinen späten Lebensjahren hat Erickson keine klassischen Tranceinduktionen mehr angewendet. Er war ein Meister der Sprache, der durch Geschichten und Metaphern natürliche Trancezustände anregte und nutzte. Ericksons sprachliche Fähigkeiten haben viele seiner Schüler fasziniert. Ernest Rossi sowie Richard Bandler und John Grinder haben versucht, die hypnotischen Sprachmuster in ihren Büchern explizit lernbar zu machen. Die Wirksamkeit der „Erickson’schen Hypnotherapie“ ist seit vielen Jahrzehnten erprobt und erwiesen. Bedeutende amerikanische Vertreter der Erickson’schen Hypnotherapie sind Jeff Zeig, Ernest Rossi, Jay Haley und Stephen Gilligan.

## Indikationen
Eine Wirksamkeit von Hypnotherapie wurde in Studien nachgewiesen. Die folgende Tabelle aus dem Jahr 2003 orientiert sich an den im ICD-10 gelisteten Störungen. Bei den in der mittleren Spalte genannten Störungen ist die Anwendung empirisch belegt. In den in der rechten Spalte gelisteten Fällen ist die Anwendung ohne ausreichenden empirischen Beleg.
| Kategorien nach ICD-10                                                    | Störungsbereiche mit empirisch belegter Wirksamkeit            | Weitere indizierte Störungsbereiche                                                                             |
| ------------------------------------------------------------------------- | -------------------------------------------------------------- | --- |
| Affektive Störungen (F3)                                                  |                                                                | Depression, Hypomanie                                                                                           |
| Angststörungen (F40, 41, 42)                                              | Phobien                                                        | Panikattacken, Zwang                                                                                            |
| Belastungsstörungen (F43)                                                 | akute Belastung, posttraumatische Belastung, Anpassungsstörung | |
| Dissoziative, Konversions-, Somatoforme Störungen (F44, 45, 48)           | somatoforme Schmerzen, Reizdarm, Fibromyalgie u. a.            | autonome Funktionsstörungen, Konversionen, Hypochondrie, Dissoziative Identitätsstörung, Amnesie, Fugue, Stupor |
| Essstörungen (F50)                                                        | Essattacken, Körperbild bei Essstörungen                       | Bulimie, Anorexie                                                                                               |
| Andere Verhaltensauffälligkeiten mit körperlichen Störungen (F51, 52, 21) | Schlafstörungen, sexuelle Störungen                            | |
| Psychische und soziale Faktoren bei somatischen Krankheiten (F54)         | Operationsschmerz, Geburtsschmerz, Krebsschmerz, Migräne u. a. | Tinnitus |
| Persönlichkeitsstörungen (F60) Verhaltensstörungen (F63–69)               |                                                                | Abnorme Gewohnheiten, Störung der sexuellen Identität und der sexuellen Präferenz, strukturelle Frühstörungen   |
| Abhängigkeit und Substanzmissbrauch (F1, 55)                              | Nikotinabhängigkeit                                            | Alkoholismus, Missbrauch von psychotropen Drogen                                                                |
| Schizophrenie und wahnhafte Störungen (F29)                               |                                                                | Schizophrenie ohne Intelligenzminderung                                                                         |
| Hirnorganische Störungen                                                  |                                                                | Lähmung nach Insult, Infarkt, bei MS                                                                            |
| Zusätzlich                                                                | Adipositas                                                     | |
| Kinder und Jugendliche                                                    | Schmerzkontrolle, Enuresis, Übelkeit und Erbrechen bei Krebs   | Tics, Aufmerksamkeitsstörungen, Störungen des Sozialverhaltens                                                  |

## Kontraindikationen
Absolute Kontraindikation (Gegenanzeige, Gegenindikation) besteht bei einer akuten Psychose, psychotischen Zuständen (Manie, schizophrener Schub) und bei paranoiden Vorstellungen. Da eine grundsätzliche Therapiemotivation notwendig ist, können antisoziale Persönlichkeitsstörungen durch Hypnose kaum beeinflusst werden.
Als wichtigste Kontraindikation wurde auch „das übertriebene Verlangen nach einer Hypnose von Menschen, die über keinen echten Gesundungswillen verfügen oder die Eigenverantwortlichkeit gegenüber ihren Symptomen fliehen“ angesehen.
Relative Kontraindikation liegt meist dann vor, wenn Rapportverlust während der Hypnose droht, wie bei schweren Borderline- und narzisstischen Störungen. Ursächlich ist die veränderte Realitätsorientierung in der hypnotischen Trance, die nur dann genutzt werden kann, wenn der Rapport aufrechterhalten bleibt.
Die Anwendung bei histrionischer Persönlichkeitsstörung ist umstritten. Einerseits ist zwar meist eine hohe Suggestibilität bei den Patienten vorhanden, andererseits jedoch wird die Gefahr des „Agierens“ vermutet.
Keine direkte Kontraindikation besteht bei seelisch traumatisierten Personen, jedoch ist in diesen Fällen ein hohes Maß an Einfühlungsvermögen erforderlich. Insbesondere bei Missbrauchsopfern kann die Situation der Hypnose mit der meist stark asymmetrischen Rollenverteilung das Gefühl der Ohnmacht des Patienten wecken, das gerade therapeutisch bearbeitet wird. Wird vermutet, dass nicht erinnerbare Kindheitstraumata symptomauslösend sind, so ist zu beachten, dass die Gefahr von Fehlerinnerungen und induzierten Verzerrungen besteht.

## Anerkennung als Psychotherapiemethode
In Deutschland wurde die Hypnotherapie vom Wissenschaftlichen Beirat Psychotherapie im Jahr 2006 als wissenschaftliche Psychotherapiemethode im Sinne des § 1 1 des Psychotherapeutengesetzes für Erwachsene in bestimmten Anwendungsbereichen anerkannt. In Österreich ist Hypnotherapie – unter dem Namen „Hypnosepsychotherapie“ – eine gesetzlich anerkannte Psychotherapierichtung auf tiefenpsychologischer Basis.
Die Anerkennung als wissenschaftliche Psychotherapiemethode im Sinne des § 11 des deutschen Psychotherapeutengesetzes erstreckt sich auf folgende Anwendungsbereiche und kann damit auf Antrag von den gesetzlichen Krankenkassen übernommen werden:
- Für Erwachsene: Psychische und soziale Faktoren bei somatischen Krankheiten sowie Abhängigkeit und Missbrauch (Raucherentwöhnung und Methadonentzug).
- Bei Kindern und Jugendlichen gibt es bislang keinen Anwendungsbereich, in dem sie wissenschaftlich in diesem Sinne anerkannt ist. Die kurzfristige Wirksamkeit der Hypnotherapie bei Kindern und Jugendlichen zur besseren Bewältigung von Chemotherapien bei Krebserkrankungen und weiteren belastenden medizinischen Interventionen ist jedoch belegt.

Weiterhin wird sie nicht als Verfahren für die vertiefte Ausbildung zum psychologischen Psychotherapeuten und zum Kinder- und Jugendlichenpsychotherapeuten gemäß § 1 Abs. 1 der Ausbildungs- und Prüfungsverordnung für psychologische Psychotherapeuten empfohlen.
Der Einsatz der Hypnose in der Medizin und in der Psychotherapie ist gesetzlich geregelt. Sie gehört zu den von den deutschen Krankenkassen anerkannten Leistungen und wird auch als Ergänzung zu vielen herkömmlichen Methoden eingesetzt.

## Risiken
Dirk Revenstorf nennt u. a. folgende Risiken bei der unsachgemäßen Anwendung von Hypnose:
- Unspezifische Nebenwirkungen z. B. Kopfschmerz
- Retraumatisierung durch reaktivierte belastende Erinnerungen in Trance
- Dekompensation und Auslösung von larvierter Depression, Manie, Psychose[10]

Revenstorf führt selbst lediglich Fallbeispiele auf. Empirische Untersuchungen legen nicht nahe, dass Hypnose zur Entstehung eines psychopathologischen Zustands wie einer Manie oder Psychose führen könnte.
Darüber hinaus kann hypnotische Regression Schaden anrichten, indem sie den Betroffenen falsche Erinnerungen einpflanzt, die den Vorstellungen des Therapeuten entspringen und deren Akzeptanz durch den Klienten negative Konsequenzen für den Klienten und seine Umgebung haben kann. Eine Vielzahl experimenteller und klinischer Studien konnte zeigen, dass unter Hypnose erlangte tatsächliche Erinnerungen nicht sicher von im hypnotischen Prozess erzeugten Pseudoerinnerungen unterschieden werden können. (Schon Hippolyte Bernheim war dieses Phänomen als „retroaktive Halluzination“ bekannt.) Hochhypnotisierbare halten hypnotisch induzierte Pseudoerinnerungen generell für wahr. Das Phänomen hypnotisch erzeugter Erinnerungsverfälschungen tritt häufiger auf als bislang angenommen worden war und wird offenbar von kontextuellen Faktoren bestimmt. Typisch für diese Art von Pseudoerinnerungen ist, und das ist das Wesentliche, dass das vor der Hypnose liegende Gedächtnismaterial ebenfalls beeinflusst wird.